# سیارک ۲۲۰۴
سیارک ۲۲۰۴ (به انگلیسی: 2204 Lyyli، نامگذاری:1943EQ) دو هزار و دویست و چهارمین سیارک کشف شده‌است که در ۳ مارس ۱۹۴۳ کشف شد.
قدر مطلق سیارک برابر ۱۲٫۷۰ است.